# Pheidole flavens
Pheidole flavens är en myrart som beskrevs av Julius Roger 1863. Pheidole flavens ingår i släktet Pheidole och familjen myror.

## Underarter
Arten delas in i följande underarter:
- P. f. alacris
- P. f. asperithorax
- P. f. breviscapa
- P. f. exigua
- P. f. farquharensis
- P. f. flavens
- P. f. gracilior
- P. f. haytiana
- P. f. mediorubra
- P. f. navigans
- P. f. rudigenis
- P. f. sculptior
- P. f. spei
- P. f. thomensis
- P. f. tuberculata
- P. f. vincentensis

## Bildgalleri

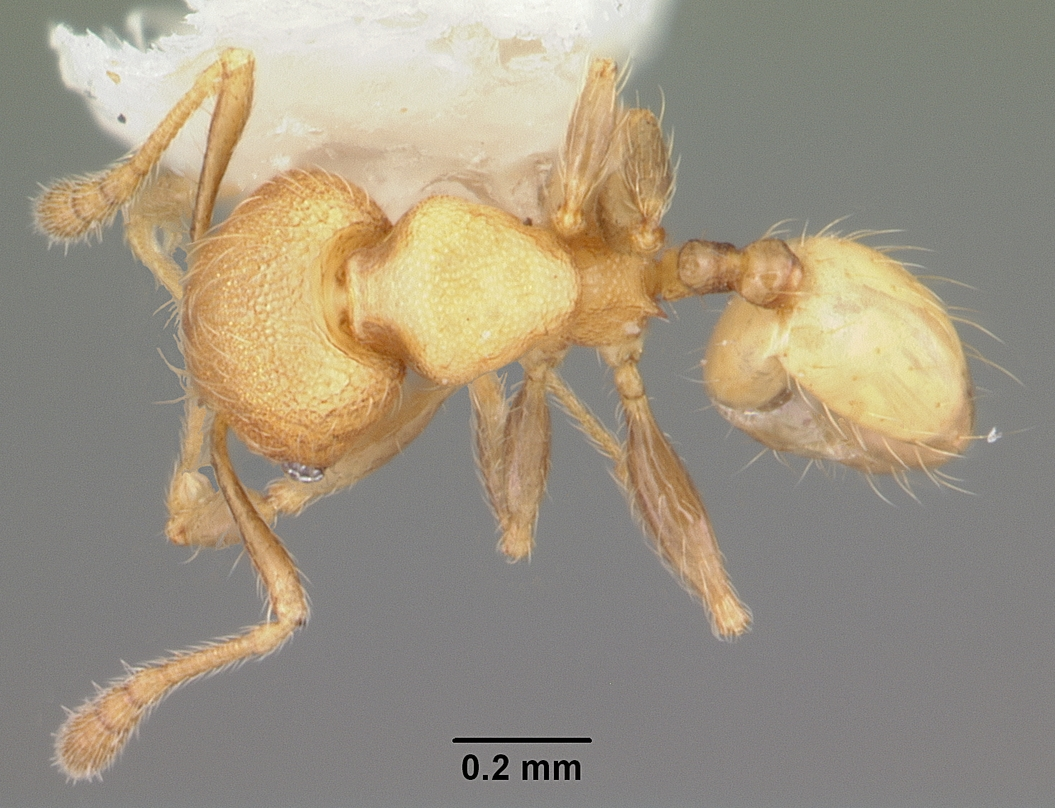
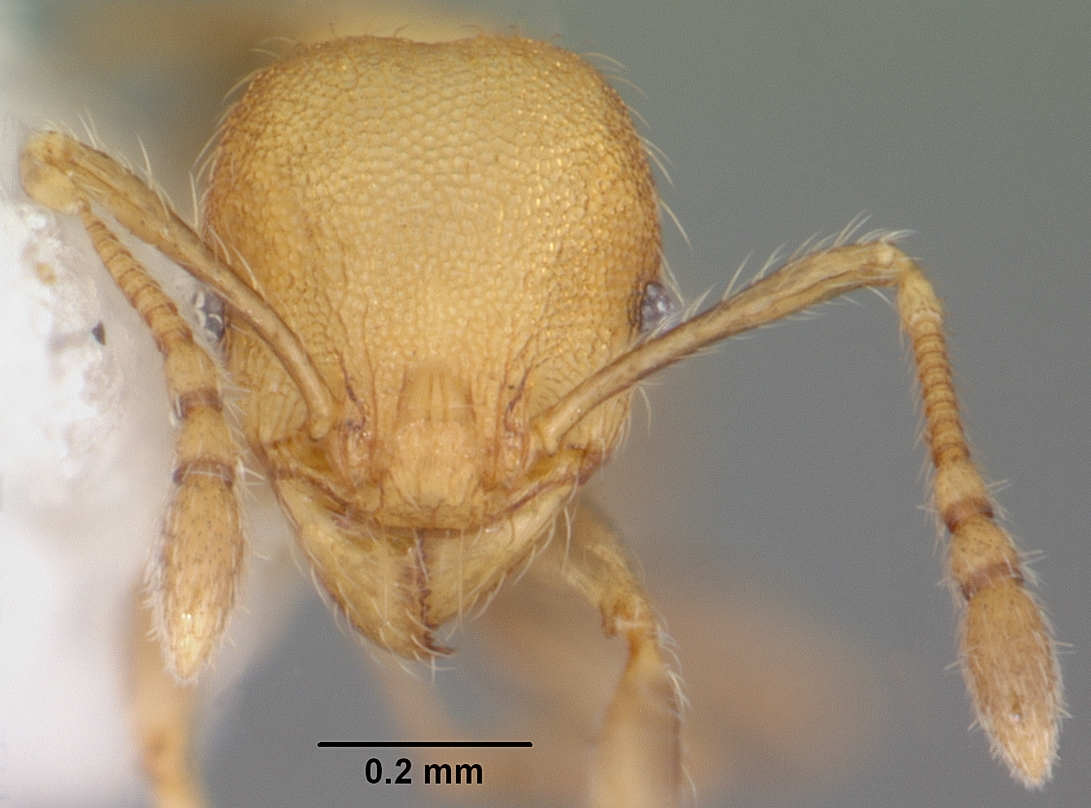
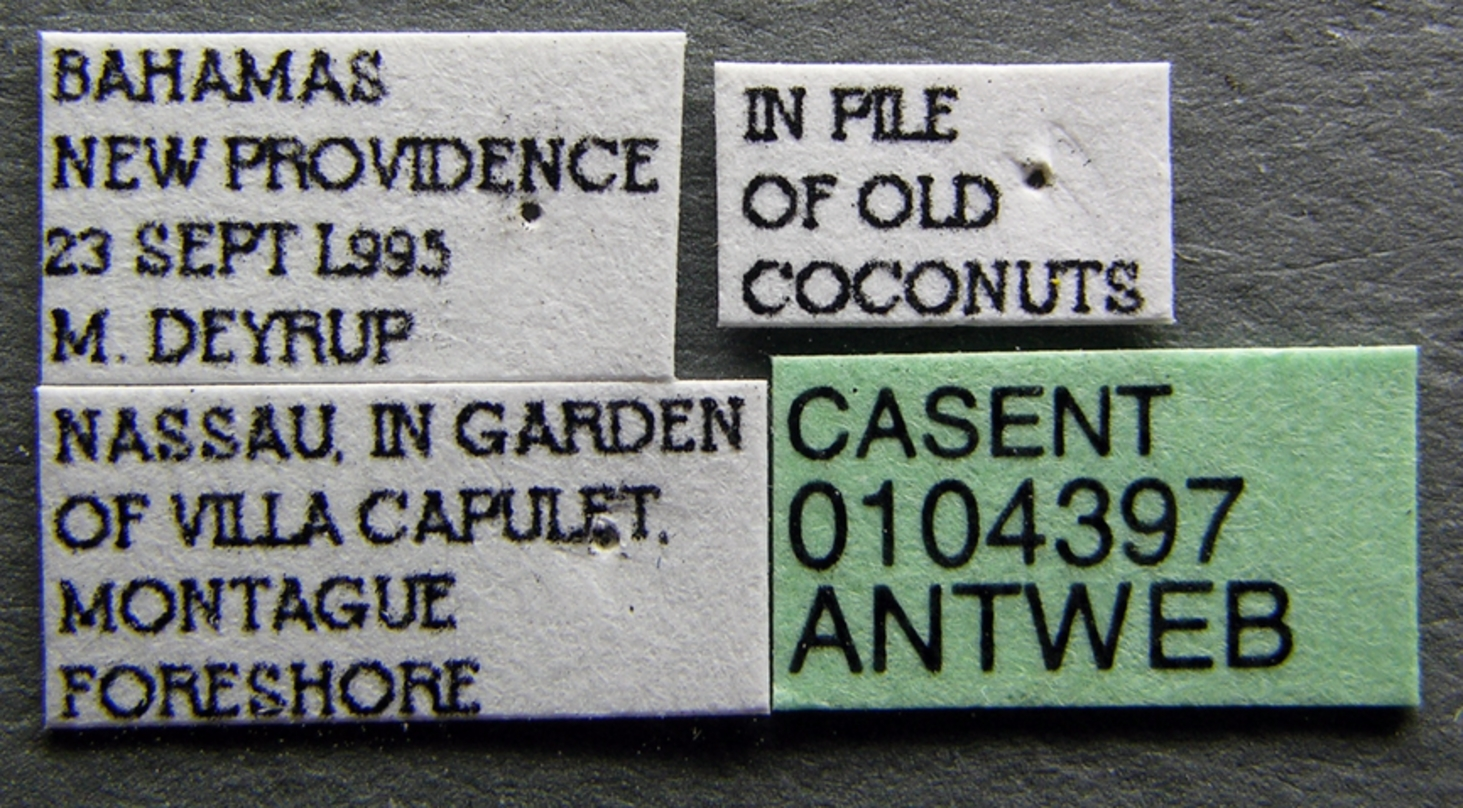
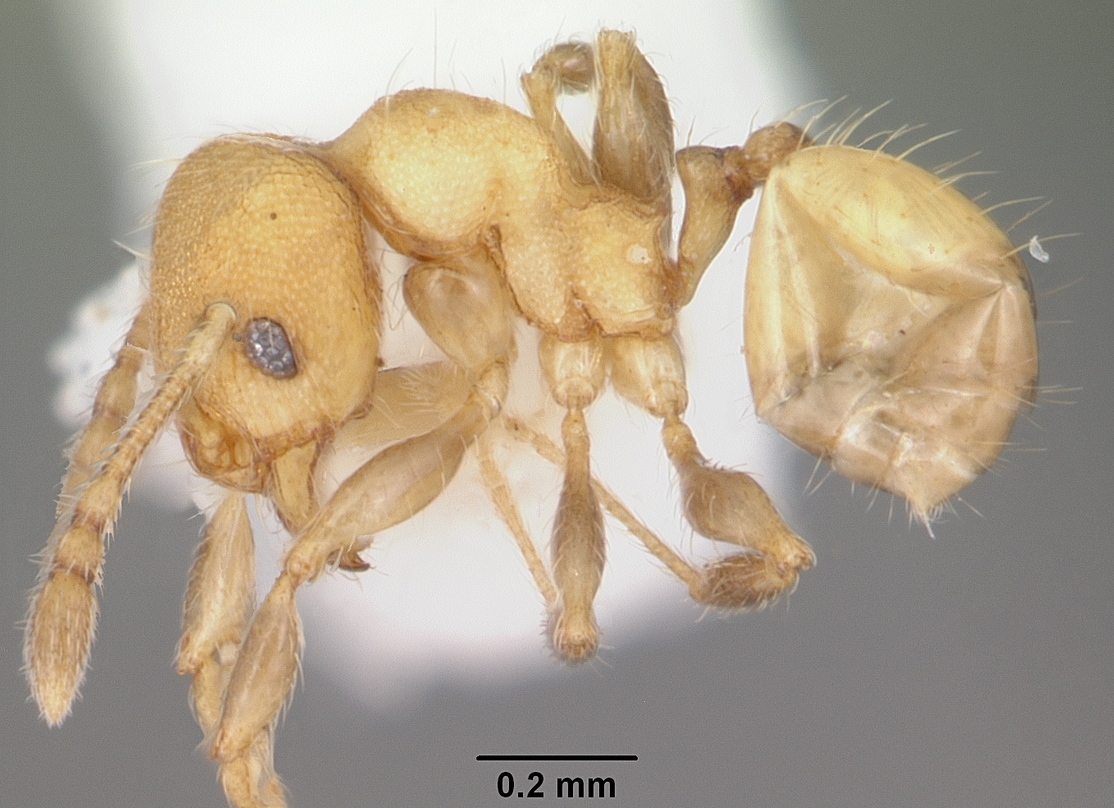
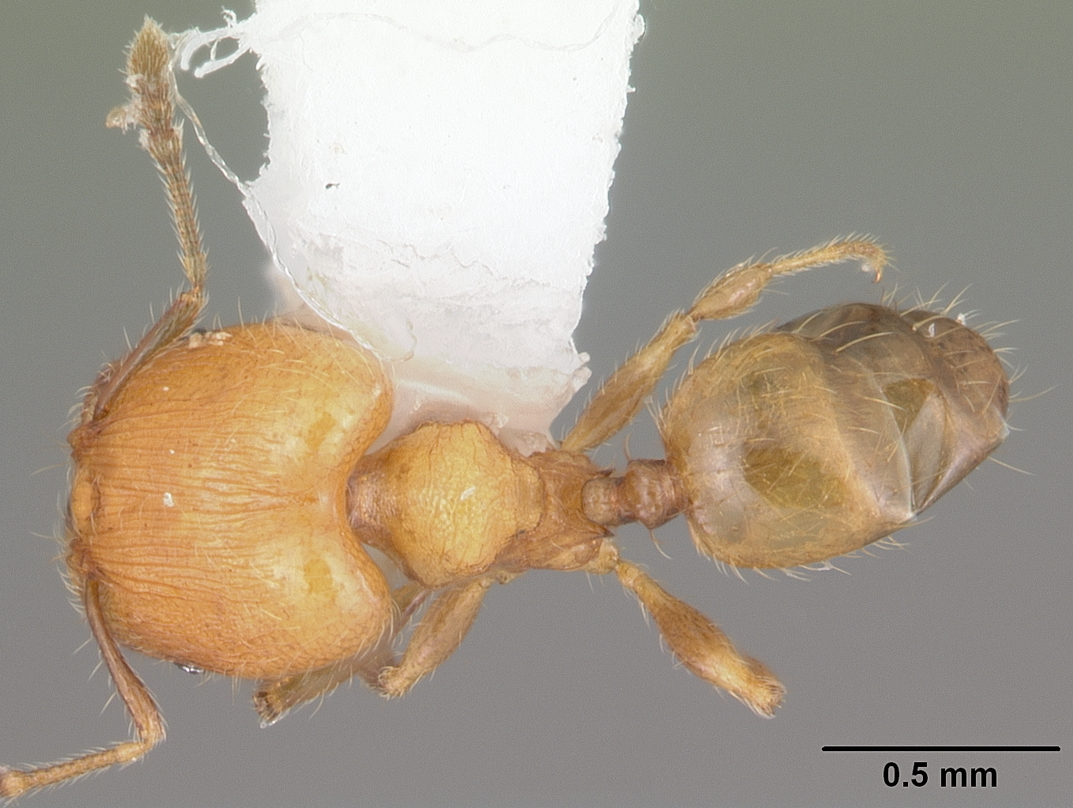
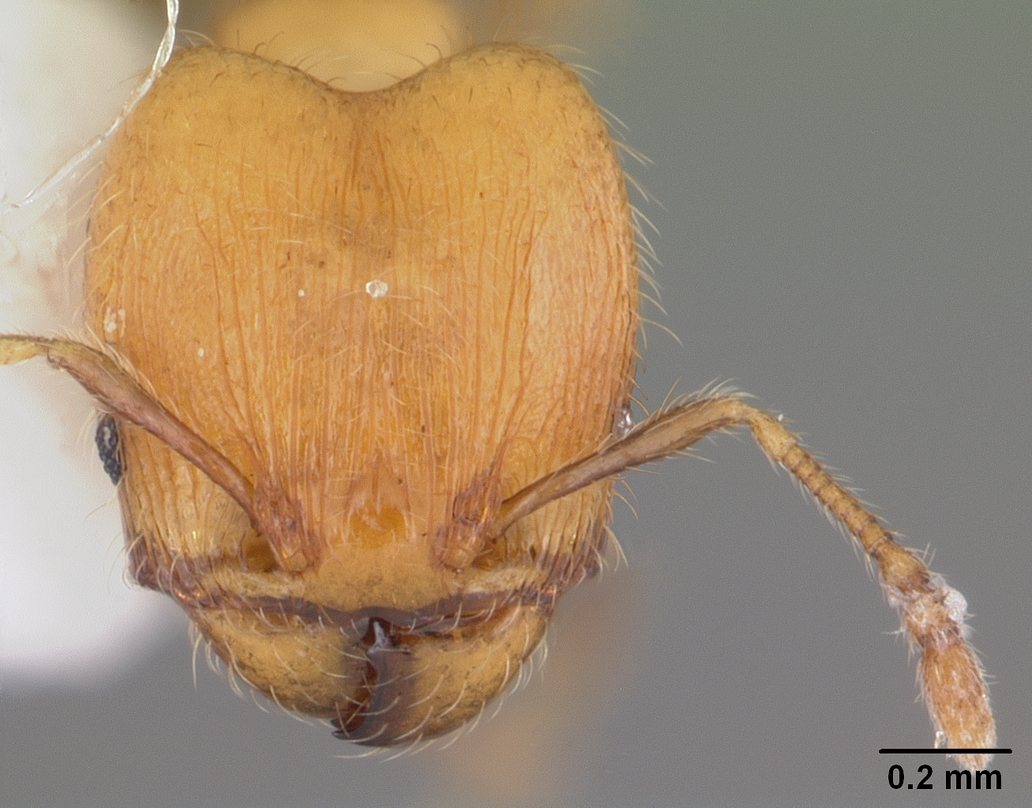